# 亚苏瓦盟
亚苏瓦盟（Assuwa）是古代小亚细亚西部的一个国家联盟，约公元前1400年该联盟被赫梯国王图特哈里一世所击败。
亚苏瓦盟共由22个国家组成，其中包括[...]uqqa、Warsiya、Taruisa、Wilusiya、Karkija等。一些学者认为，Wilusiya便是伊利翁Ilion（特洛伊），Taruisa则是其周围的特洛阿德，Karkija是卡里亚，而Warsiya则可能是吕基亚。还有学者提出，亚洲（亚细亚）这一名称可能源于亚苏瓦。